# Brahmina assamensis
Brahmina assamensis är en skalbaggsart som beskrevs av Moser 1913. Brahmina assamensis ingår i släktet Brahmina och familjen Melolonthidae. Inga underarter finns listade.